# Fartura do Piauí
Fartura do Piauí là một đô thị thuộc bang Piauí, Brasil. Đô thị này có diện tích 717,991 km², dân số năm 2007 là 5193 người, mật độ 7,23 người/km².